# 影印版
影印版是将书籍按照原样毫无偏差地拍照扫描制版后出版的书籍版本。影印版对于古籍善本或一些久已未出版的重要的书籍的意义在于对文化以及历史的传承。